# 謝拉瓦斯蒂縣
謝拉瓦斯蒂縣是印度的一個縣，位於該國北部，由北方邦負責管轄，面積1,858平方公里，識字率為49.13%，2011年人口1,114,615，人口密度每平方公里600人。

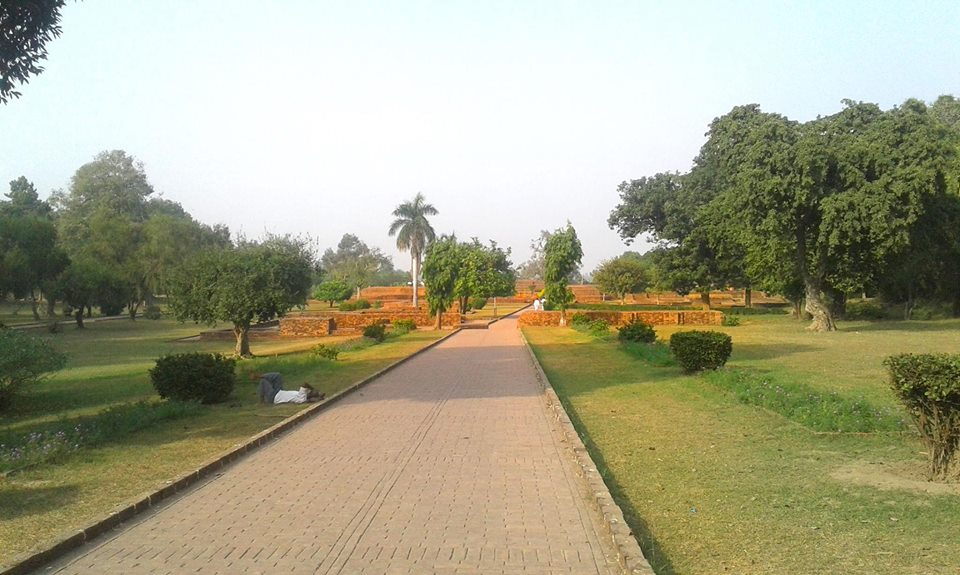
佛陀公园

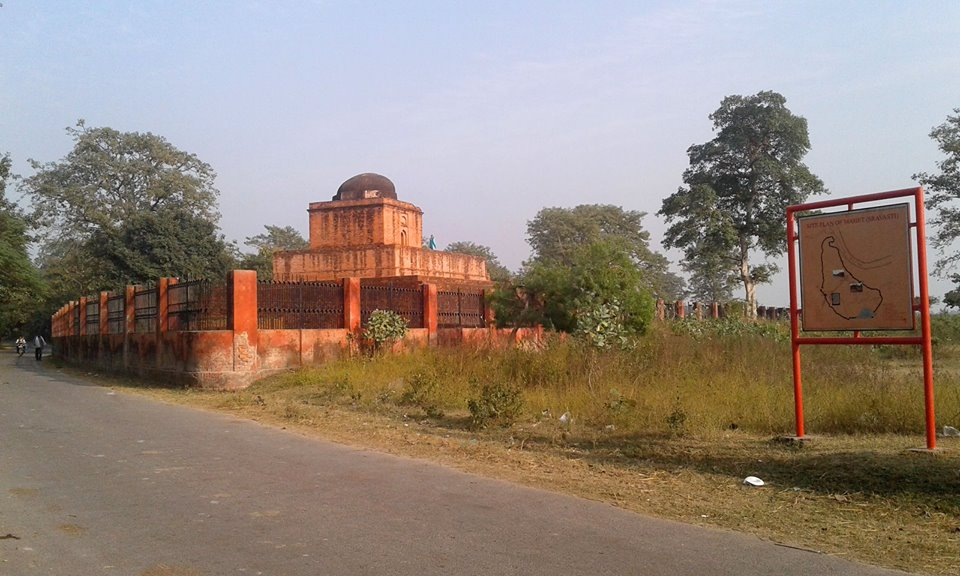
佛陀古寺

27°42′07″N 81°56′05″E / 27.701958°N 81.934845°E